# Schottenkloster Konstanz

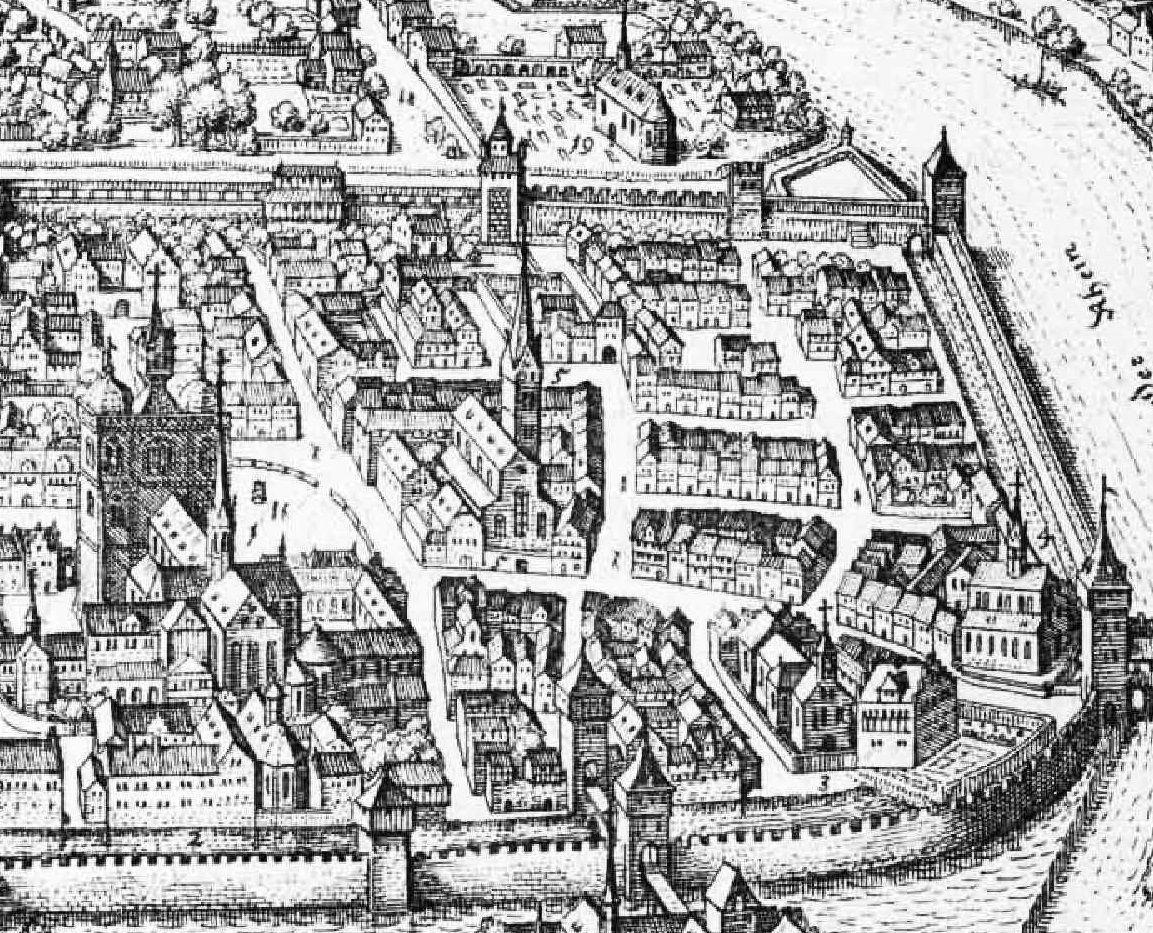
Das zum Friedhof umgestaltete Gelände des Schottenklosters westlich vor der Stadtmauer (oberer Bildrand, Nr. 19), Merian 1643

Das Schottenkloster St. Jakob in Konstanz war ein Benediktinerkloster, das wie die anderen Schottenklöster im Zuge der zweiten Phase der iroschottischen Mission von irischen Mönchen gegründet wurde. Es lag westlich vor der historischen Stadtmauer an der heutigen Schottenstraße zwischen dem Rheinufer und der heutigen Gartenstraße.

## Geschichte

### Kloster
Die lokale Tradition gibt 1142 als Gründungsjahr an, urkundlich ist das Kloster jedoch erst ab 1220 fassbar. Äbte sind namentlich erst für die späten 1260er Jahre belegt. Wahrscheinlich handelt es sich bei dem Kloster um eine bischöfliche Gründung (eventuell als Wiederbesiedlung eines älteren, aufgegebenen Klosters), und wahrscheinlich kamen die ersten irischen Mönche aus St. Jakob in Regensburg. 
„Nach Buzelin soll das dem Patronat des hl. Jakobus unterstellte Kloster […] 653 gestiftet und 701 in die Vorstadt Paradies verlegt worden sein. Erst seit der Erhebung zur Abtei (1245) wird seine urkundliche Bezeugung häufiger.“
Nach wirtschaftlich schlechten Zeiten und geringer Konventsgröße wurde das Konstanzer Schottenkloster 1245 in den Rang eines päpstlichen Klosters mit verbindlicher Einführung der Benediktregel erhoben. Nach der Mitte jenes Jahrhunderts stand es unter dem Einfluss des Würzburger Schottenklosters. Etwa 1518/1520 wurde St. Jakob an schottische Mönche übertragen, doch unter dem Einfluss der Reformation in Konstanz wurde das Kloster bald darauf aufgelöst; die Gebäude wurden 1529/30 abgetragen.

### Nachnutzung
Danach diente das Klostergelände von 1541 bis 1870 als städtischer Friedhof und wurde nach weiteren 25 Jahren abgeräumt. Der Nachfolgefriedhof ist der Hauptfriedhof Konstanz und wurde nach Petershausen verlegt. Heute befinden sich auf dem Klostergelände noch die Schottenkapelle St. Jakob von 1589. Das Alexander-von-Humboldt-Gymnasium Konstanz mit seinem vorgelagerten Platz wurde 1903 eröffnet. Das Vincentiuskrankenhaus war von 1888 bis 2018 in Betrieb und zog in ein neues Gebäude am Konstanzer Klinikum. Bei den Abbrucharbeiten des Vincentius-Krankenhauses wurden Gebeine vom ehemaligen Schottenfriedhof gefunden, geborgen, anschließend untersucht und im Archiv des Landesamtes für Denkmalpflege in Rastatt aufbewahrt. Das Gelände des Vincentiuskrankenhauses wird durch neue Gebäude, den „Laubenhof“, für Wohnen, Gewerbe und Büros ersetzt.